# Glossari de teoria de grafs

Graf simple no dirigit, amb 6 vèrtexs i 7 arestes.

A continuació es detallen els principals conceptes de la teoria de grafs. Per a les definicions formals o més detallades, podeu adreçar-vos a l'article principal corresponent o bé a l'article Termes de teoria de grafs.
Tots els exemples estan basats en la imatge de la dreta.
| Índex A B C D E F G H I J K L M N O P Q R S T U V W X Y Z |

## A

### Adjacència
En un graf, els vèrtexs són adjacents si estan units mitjançant una aresta.
 Vegeu Veïnatge .

### Arbre
Un  arbre  és un graf connex simple acíclic. Algunes vegades, un vèrtex de l'arbre és distingit cridant  arrel . Els arbres s'usen freqüentment com estructures de dades en ciències de la computació (vegeu arbre).

### Arc
Vegeu Aresta .

### Aresta
Una  aresta  o  arc  és una relació matemàtica que connecta dos vèrtexs. Una  aresta dirigida  és una aresta d'un digraf i té una adreça associada amb si, és a dir, posseeix un vèrtex inicial i un vèrtex final. Una  aresta no dirigida  és una on no es distingeix un vèrtex inicial ni un final.

## B

### Bosc
Un  bosc  és un conjunt d'arbres, o de forma equivalent, un bosc és un graf acíclic.

### Bucle
Un  bucle  o  loop  en un graf o digrafs una aresta que connecta al mateix vèrtex amb si mateix.

### Cerca en profunditat
La cerca en profunditat  o  DFS  (Depth First Search) és un algorisme que permet recórrer tots els vèrtexs d'un graf de manera ordenada, però no uniforme.

## C

### Camí
Un  camí  és una successió de vèrtexs tal que de cada un dels seus vèrtexs hi ha una aresta cap al vèrtex successor. Un  camí simple  és aquell en què totes les arestes del camí són diferents.
Dos camins són  aliens  o  independents  si no tenen cap vèrtex en comú excepte el primer i l'últim.
La longitud d'un camí  és el nombre d'arestes que fa servir aquest camí, comptant arestes recorregudes diverses vegades el mateix nombre de vegades que les recorrem. En l'exemple, (1, 2, 5, 1, 2, 3) és un camí amb longitud 5, i (5, 2, 1) és un camí simple de longitud 2 ..

### Camí eulerià
Un  camí eulerià  en un graf és un camí que fa servir cada aresta una i només una vegada. Si existeix tal camí diem que el graf és  travessar . Aquesta definició és dual a la d'camí hamiltonià.

### Camí hamiltonià
Hi ha un concepte dual de camí/cicle eulerià. Un  camí hamiltonià  en un graf és un camí que "visita" cada vèrtex una i només una vegada, i un  cicle hamiltonià  és un cicle que visita cada vèrtex una i només una vegada.
L'exemple de la imatge té un camí hamiltonià.

### Cicle
Un  Cicle  (o circuit) és un camí que comença i acaba en el mateix vèrtex. Els cicles de longitud 1 són els bucles. En l'exemple, (1, 2, 3, 4, 5, 2, 1) és un cicle de longitud 6.
Un  cicle simple  és un cicle que té com a longitud almenys 3 i en què el vèrtex del començament només apareix una vegada més i com a vèrtex final, i els altres només apareixen una vegada. En el graf de dalt (1, 5, 2, 1) és un cicle simple.

### Cicle eulerià
Un  cicle eulerià  en un graf és un cicle que utilitza cada aresta una i només una vegada.

### Cicle hamiltonià
Un  cicle hamiltonià  en un graf és un cicle que visita cada vèrtex una i només una vegada.

### Clique
Un  clique  en un graf és un conjunt de vèrtexs tal que per a tot parell de vèrtexs, hi ha una aresta que les connecta. En l'exemple, els vèrtexs 1, 2 i 5 formen un clique de mida 3.

### Cobertura de vèrtexs
La cobertura de vèrtexs ,  covering  o  recobriment de vèrtexs  d'un graf és un conjunt de vèrtexs els elements són adjacents a tots els altres vèrtexs del graf.

### Coloració de grafs
La coloració de grafs  és potser el problema NP-complet més famós de la teoria de grafs, i consisteix a assignar diferents colors o marques als vèrtexs d'un graf, de manera que cap parell de vèrtexs adjacents comparteixin el mateix color o marca.

### Component fortament connex
Un  component fortament connex  és un graf tal que per a cada parell de vèrtexs, hi ha un camí d'un cap a l'altre, i viceversa. Els components fortament connexos d'un graf dirigit són els seus subgrafs màxims fortament connexos. Aquests subgrafs formen una partició del graf.

### Conjunt estable
Vegeu Conjunt independent .

### Conjunt independent
Un  conjunt independent  en un graf és un conjunt de vèrtexs tal que cap és adjacent a un altre. En l'exemple, els vèrtexs 1,3, i 6 formen un conjunt tal els 3,5, i 6 formen un altre conjunt independent.

### Covering
Vegeu Cobertura de vèrtexs .

## D

### Depth First Search
Vegeu Cerca en profunditat .

### DFS
Vegeu Cerca en profunditat .

### Digraf
És un graf les arestes són dirigides, és a dir, cada aresta té un vèrtex inicial i un final.

## G
girthd'un graf és la longitud del cicle simple més curt en el graf. El "girth" d'un graf acíclic es defineix com infinit.
grau o valènciad'un vèrtex és el nombre d'arestes que hi incideixen. Per a un graf amb bucles, aquests són comptats per dos. En l'exemple, els vèrtexs 1 i 3 tenen grau 2, els vèrtexs 2, 4 i 5, grau 3, i el vèrtex 6, grau 1.
En un dígraf, podem distingir el grau sortint (el nombre d'arestes que deixen el vèrtex) i el grau entrant (el nombre d'arestes que entren en un vèrtex). El grau d'un vèrtex seria la suma dels dos nombres.
grafés un conjunt de vèrtex o nodes units per arestes o arcs.
graf acíclicsi no conté cap cicle simple.
graf bipartités qualsevol graf els vèrtexs poden ser dividits en dos conjunts, tal que no hi hagi arestes entre els vèrtexs del mateix conjunt. Es veu que un graf és bipartit si no hi ha cicles de longitud senar. Vegeu també graf bipartit complet.
un graf k -partit o graf k -colorable és un graf amb els vèrtexs es pot fer una partició en k subconjunts disjunts tal que no hi hagi arestes entre vèrtexs d'aquest subconjunt. Un graf 2-partit és el mateix que un graf bipartit.
un graf k -partit es diu semiregular si cada partició té un grau uniforme.
graf completés un graf simple en el qual cada vèrtex és adjacent a qualsevol tot altre vèrtex. El de l'exemple no és complet. El graf complet en n vèrtexs es denota sovint per Kn. Té n (n -1)/2 arestes (corresponent a totes les possibles eleccions de parells de vèrtexs).
Graf connexSi és possible formar un camí des de qualsevol vèrtex a qualsevol altre en el graf, diem que el graf és connex. Si és possible fer-ho fins i tot després de treure k -1 vèrtexs, diem que el graf és k -connex .
graf k -connexsi i només si conté k camins independents entre qualssevol dos vèrtexs. Teorema de Menger El graf exemple és connex (i per tant 1-connex), però no és 2-connex.
Graf dirigitÉs un conjunt de vèrtexs V i un conjunt d'arestes E tal que per a cada aresta pertanyent al conjunt d'arestes E s'associa amb dos vèrtexs en forma ordenada. Vegeu digraf.
El graf nul: és el graf els conjunts d'arestes i de vèrtexs són buits.
graf plaés un que pot ser dibuixat en el pla sense que intersequen qualssevol dues arestes. El de l'exemple ho és, el graf complet en n vèrtexs, per n > 4, no és pla.
graf ponderatassocia un valor o pes a cada aresta al graf. El pes d'un camí en un graf amb pesos és la suma dels pesos de totes les arestes travessades.
graf regularés un graf els vèrtexs tenen tots el mateix grau.
graf simple és un graf o digraf que no té bucles, i que no és un multigraf.
graf universalen una classe K de grafs és un graf en el qual pot incloure com subgraf tot element de K.
graf buités el graf el conjunt d'arestes és buit.

## I

### Incidència
Vegeu Veïnatge .

## L

### Loop
Vegeu Bucle .

## M

### Matriu d'adjacència
Una matriu d'adjacència és una matriu d'n x n que permet representar un graf o digraf finit, on cada valor en la posició (i, j) representa el nombre d'arestes des del vèrtex i-èsim cap al j-èsim.

## N

### Node
Vegeu Vèrtex .

## P

### Pont
Un  pont   a  és una aresta tal que si la traiem ens vam quedar amb un graf amb una component connexa més que l'original.

### Punt d'articulació
Un  punt d'articulació  o  punt de tall  és un vèrtex tal que si ho llevem ens vam quedar amb un graf amb més components connexes que l'original.

### Punt de tall
Vegeu Punt d'articulació .

## R

### Recobriment de vèrtexs
Vegeu Cobertura de vèrtexs .

## S

### Subarbre
Un  subarbre  d'un graf  G  és un subgraf que és a més un arbre.

### Subgraf
Un  subgraf  d'un graf  G  és un graf que utilitzen jocs de vèrtexs és un subconjunt del de  G , el conjunt d'arestes és un subconjunt del conjunt de les arestes de  G , i tal que l'aplicació  w  és la restricció de l'aplicació de  G .

### Subgraf d'expansió
Un  subgraf d'expansió  d'un graf  G  és un subgraf amb el mateix conjunt de vèrtexs que  G . Un  arbre expansió  és un subgraf expansió que és un arbre. Cada graf té un arbre d'expansió.

## T

### Teoria espectral
La teoria espectral  és la que estudia les relacions entre les propietats de la matriu d'adjacència i les del seu graf.

### Torneig
Un  torneig  és un graf dirigit complet, simple, no generalitzat, no degenerat i sense Digón.

## V

### València
Vegeu Grau .

### Vèrtex
Un  vèrtex  o  node  és la unitat fonamental de la qual estan formats els grafs.

### Veïnatge
Dos vèrtexs són  veïns ,  adjacents  o  incidents  si hi ha una  aresta  entre ells. En l'exemple, el vèrtex 1 té dos veïns: el vèrtex 2 i el 5. Per a un  graf simple , el nombre de veïns d'un vèrtex és igual al seu  grau .